# Fredrik Nielsen
 Der er flere personer med dette navn, se Frederik Nielsen.
Fred(e)rik Christian Nielsen (født 30. oktober 1846 i Aalborg, død 24. marts 1907 i Aarhus) var en dansk kirkehistoriker og biskop. 
Nielsen blev student 1863, teologisk kandidat 1870 og levede derpå som alumnus på Borchs Kollegium optaget af kirkehistoriske studier og lærervirksomhed, indtil han 1873 blev kateket ved Vor Frelsers Kirke på Christianshavn. 
Fra Aalborg var han påvirket af biskop P.C. Kierkegaard, på Christianshavn kom han i nøje forhold til P.A. Fenger, begge disse mænd hørte til nogle af Grundtvigs betydeligste venner. 
Nielsen var kendt som grundtvigianer, da han 1877 blev professor i teologi med kirkehistorie som hovedfag ved Københavns Universitet, i hvilken stilling han stod til 1900, da han blev biskop i Aalborg, 1905 blev han biskop i Aarhus, og som sådan døde han.
1873—82 var Nielsen medudgiver af Dansk Kirketidende, og 1872—82 var han Dagbladets teologiske medarbejder; som sådan viste han sig i besiddelse af betydelige journalistiske evner. 
1876 fik han, skønt uden akademisk grad (han blev Dr. theol. ved universitetets 400 års fest 1879 for en afhandling om Tertullians Etik), lov til at holde forelæsninger på universitetet; disse forelæsninger udgav han med titlen Romerkirken i det 19. Hundredaar (2. udgave 1895—98), som er oversat på tysk og engelsk. 
Som docent var Nielsen i besiddelse af store evner. Ved sin Haandbog i Kirkens Historie I—II (1885—92, 2. udgave 1893—98), sin »Ledetraad i Kirkens Historie« I—II (5. Oplag 1905, oversat på madjarsk 1906) og sin Kirkehistorie (1900 ff., udkom samtidig på svensk og finsk), som han ikke nåede at fuldende, lagde han en solid grund for det kirkehistoriske studium. 
Som professor deltog han meget i det praktiske kirkeliv både som prædikant og debattør, og ved sin bog om Frimureriet i Norden (1882) kom han i en livlig kamp, der mærkedes ud over landets grænser. 1886—96 udgav Nielsen Smaaskrifter til Oplysning for Kristne I—X, og 1896 begyndte han at udgive Kirkeleksikon for Norden. Nielsen var med i arbejdet for en ny salmebog og for et nyt ritual. 
Som biskop gjorde han et betydningsfuldt arbejde, og i Det kirkelige Udvalg (1904—07) var han et af de betydeligste medlemmer. På det historisk-dogmatiske område var han nærmest Grundtvigs discipel, men som kirkepolitiker var han konservativ og højkirkelig med sine idealer i den anglikanske kirke.